# ألبرتو أورتيغا
ألبرتو أورتيغا (بالإسبانية: Alberto Ortega Rosa)‏ (11 يوليو 1978 بمونتفيدو في الأوروغواي - ) هو لاعب كرة قدم أوروغواني في مركز الوسط. لعب مع كوريكو يونيدو والتانك سيلي وClub Aurora ‏ وDeportes Copiapó ‏ وIndependiente F.B.C. ‏ ونادي سيرو وسبورتيفو سيريتو.

## وصلات خارجية
- ألبرتو أورتيغا على موقع قاعدة بيانات كرة القدم.إي يو (الإنجليزية)